# Röntgenweg
Der Röntgenweg ist ein etwa 58 Kilometer langer Rundwanderweg, der die gesamte Stadt Remscheid umschließt.

## Route
Benannt wurde der Rundwanderweg nach dem aus Remscheid-Lennep stammenden Entdecker der Röntgenstrahlen, Wilhelm Conrad Röntgen.
Als Wegzeichen wird ein weißes R im weißen Kreis auf schwarzem Grund () genutzt.

### Röntgenlauf
Auf der Strecke findet jährlich der Röntgenlauf mit den Distanzen Halbmarathon (21,1 Kilometer),  Marathon (42,195 Kilometer) und Ultramarathon (63,3 Kilometer) statt.

## Etappenvorschlag
Da der gesamte Weg für eine Tagestour im Allgemeinen zu lang ist, empfiehlt sich die Einteilung in folgende drei Etappen von jeweils rund 20 Kilometer, bei denen gewährleistet ist, dass man auch mit öffentlichen Verkehrsmitteln gut den Startpunkt erreichen und den Zielpunkt wieder verlassen kann.
1. Etappe (17 Kilometer)
Der offizielle Startpunkt liegt am Deutschen Röntgen-Museum in Remscheid-Lennep, von dem aus ein zweieinhalb Kilometer langer Stichweg zum eigentlichen Rundwanderweg bei der Jacobsmühle (Wanderparkplatz) führt. Im Uhrzeigersinn berührt der Weg die Wuppertalsperre, die Naturschutzgebiete Feldbachtal und Dörpetal, den Goldenbergshammer, Bergisch Born und die Eschbachtalsperre.
2. Etappe (22 Kilometer)
Von der Eschbachtalsperre folgt man dem Eschbach bis Schloss Burg, unterquert der Wupper folgend die Müngstener Brücke, biegt in Müngsten in das Tal des Morsbach und erreicht Gerstau.
3. Etappe (21 Kilometer)
Unweit Gerstau biegt der Röntgenweg vom Morsbachtal in  das unter Naturschutz stehende historische Gelpetal ein, folgt weiter dem Saalbach aufwärts, umrundet Lüttringhausen auf der Nordseite und führt durch die Garschager Heide nahe der Herbringhauser Talsperre um Hackenberg herum zurück zum eigentlichen Start/Zielpunkt Jacobsmühle.

## Sehenswürdigkeiten
- Deutsches Röntgen-Museum
- Wuppertalsperre
- Goldenbergshammer
- Eschbachtalsperre
- Mebusmühle
- Hammerwerke und Schleifkotten im Eschbachtal
- Blick auf Schloss Burg
- Müngstener Brücke
- Diederichstempel bei Müngsten
- Morsbach
- Steffenshammer im historischen Gelpetal
- Falknerei Bergisch Land in Grüne
- Lüttringhauser Wasserturm
- Garschager Heide

### Fotogalerie

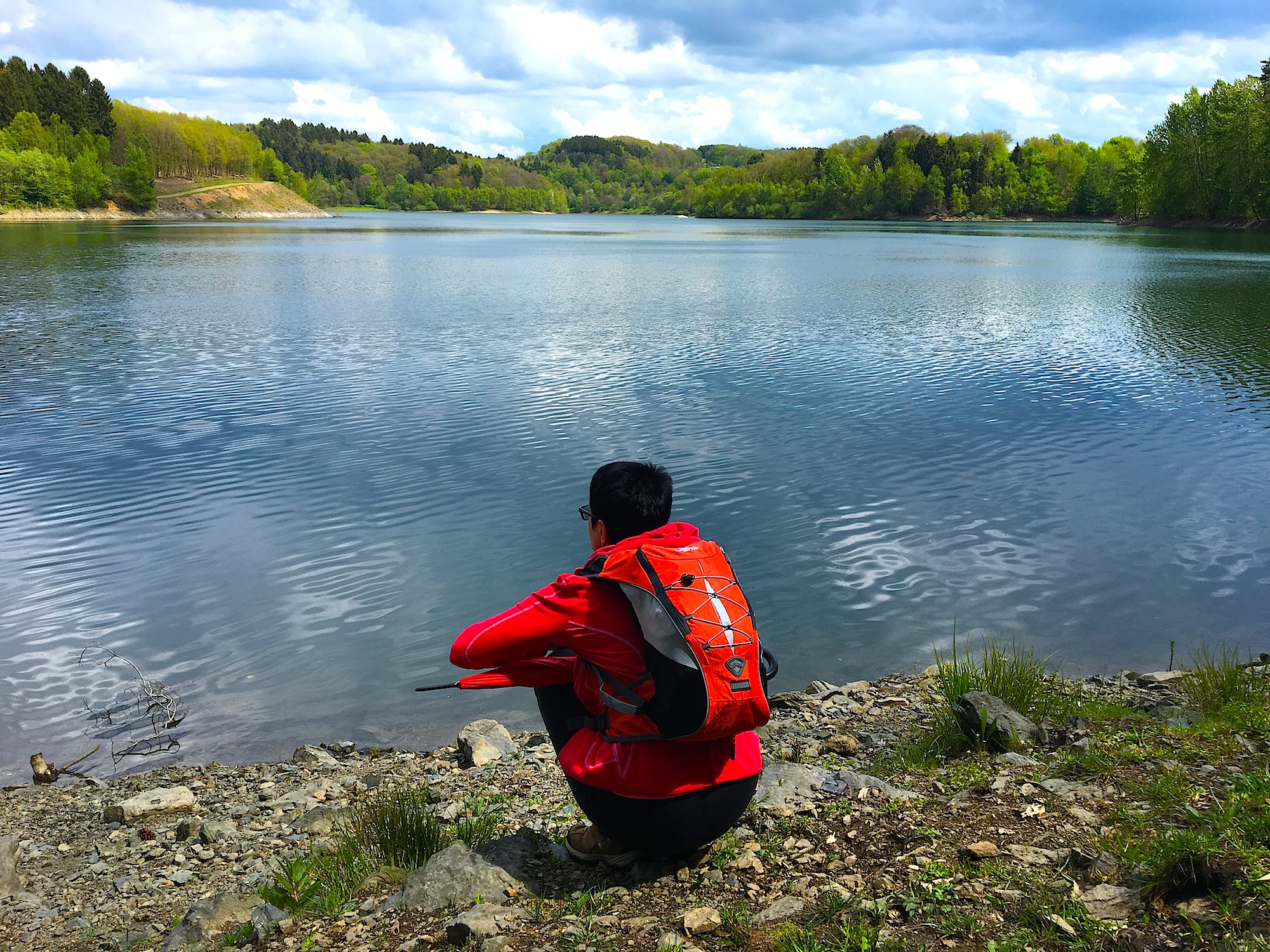
Röntgenweg am Ufer der Wuppertalsperre
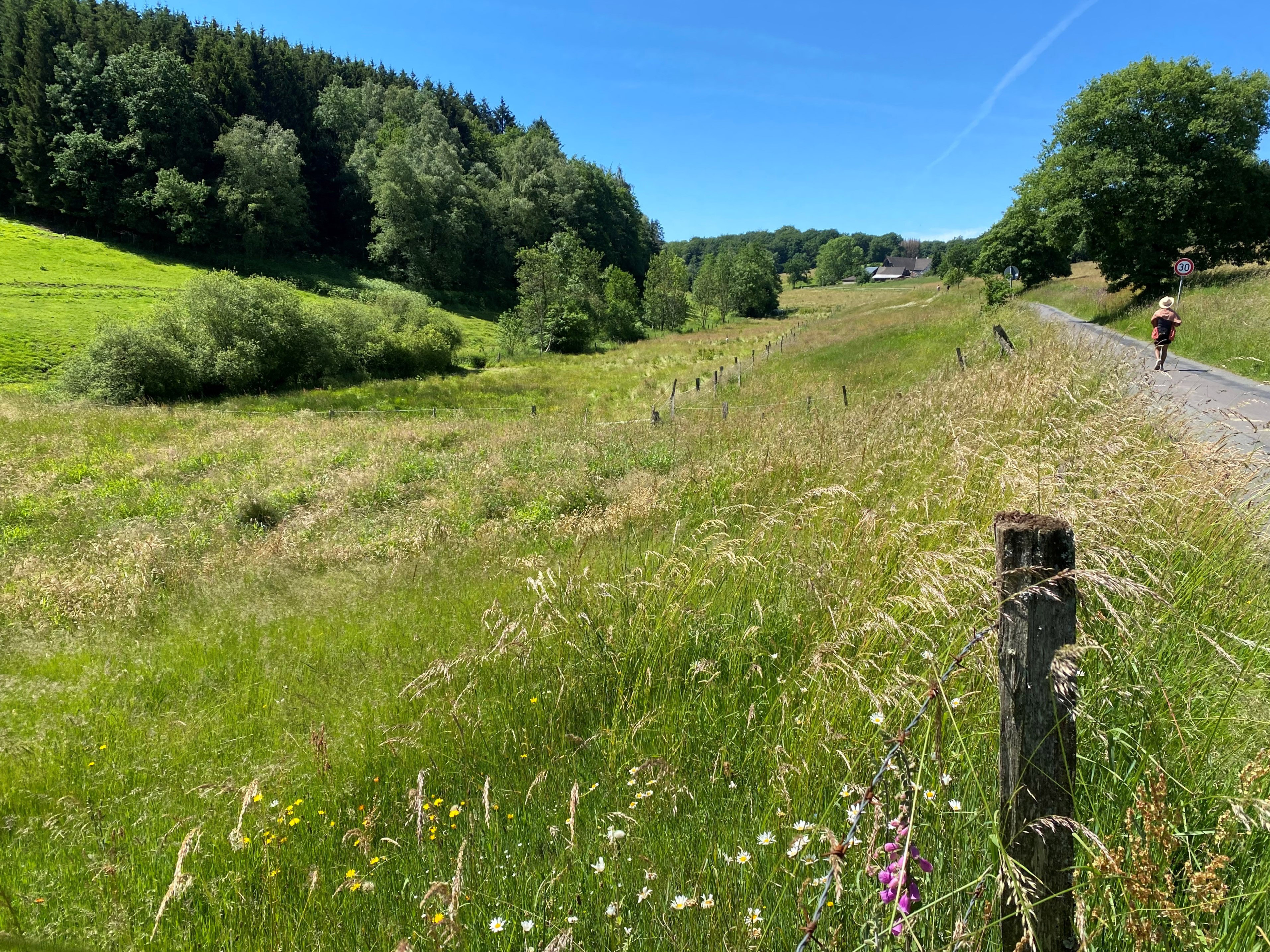
NSG Feldbachtal
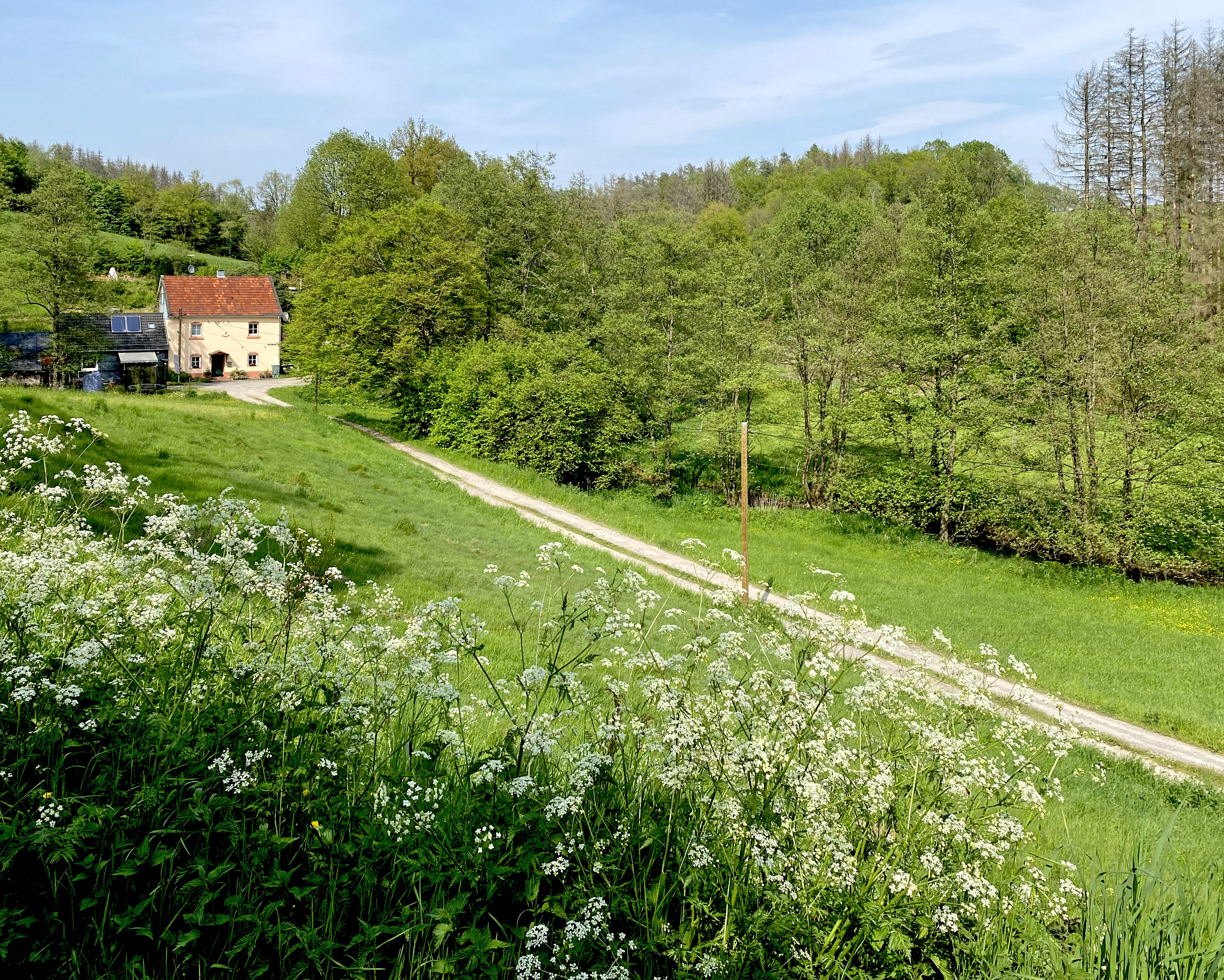
NSG Dörpetal
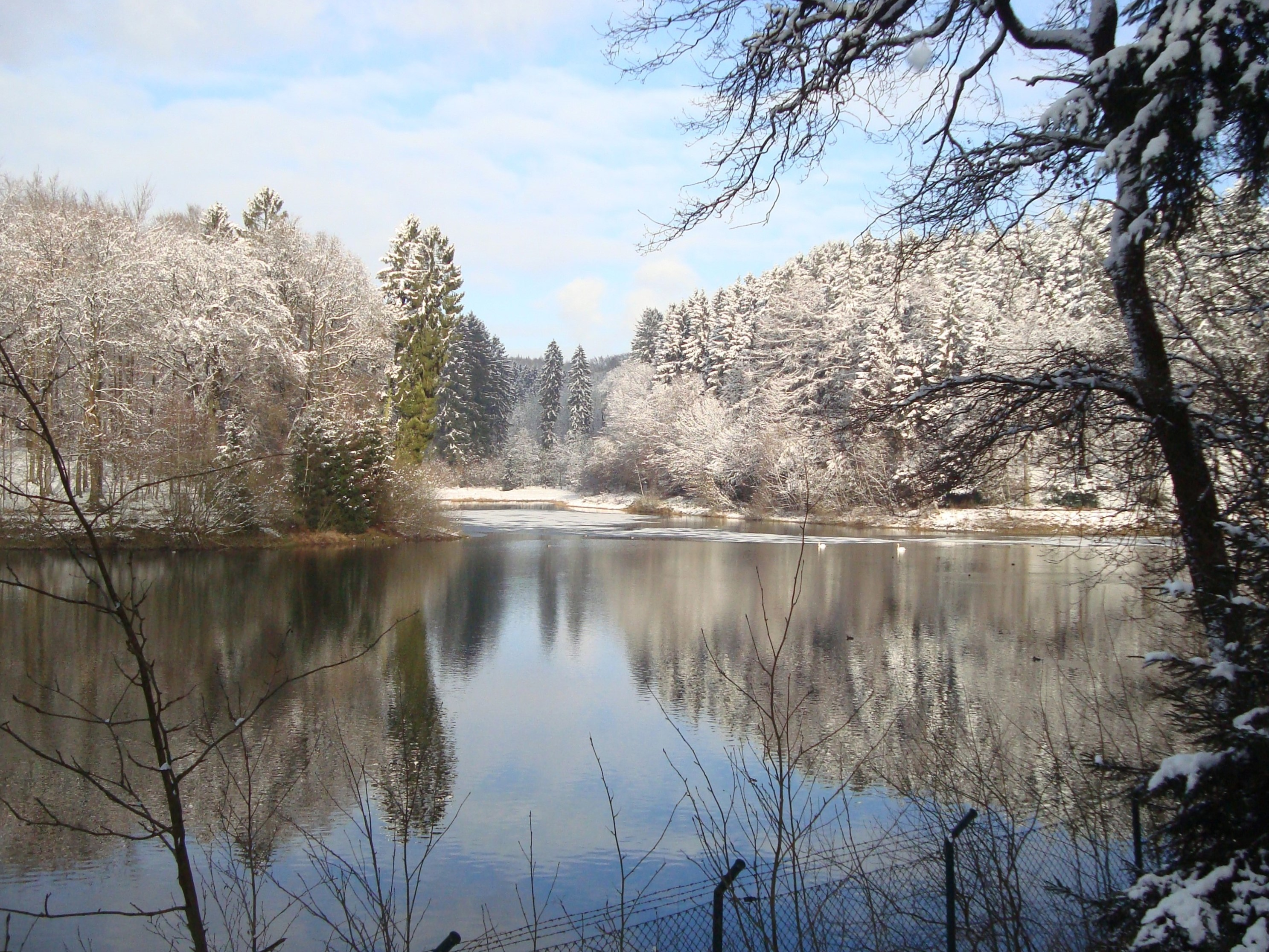
Winter an der Eschbachtalsperre
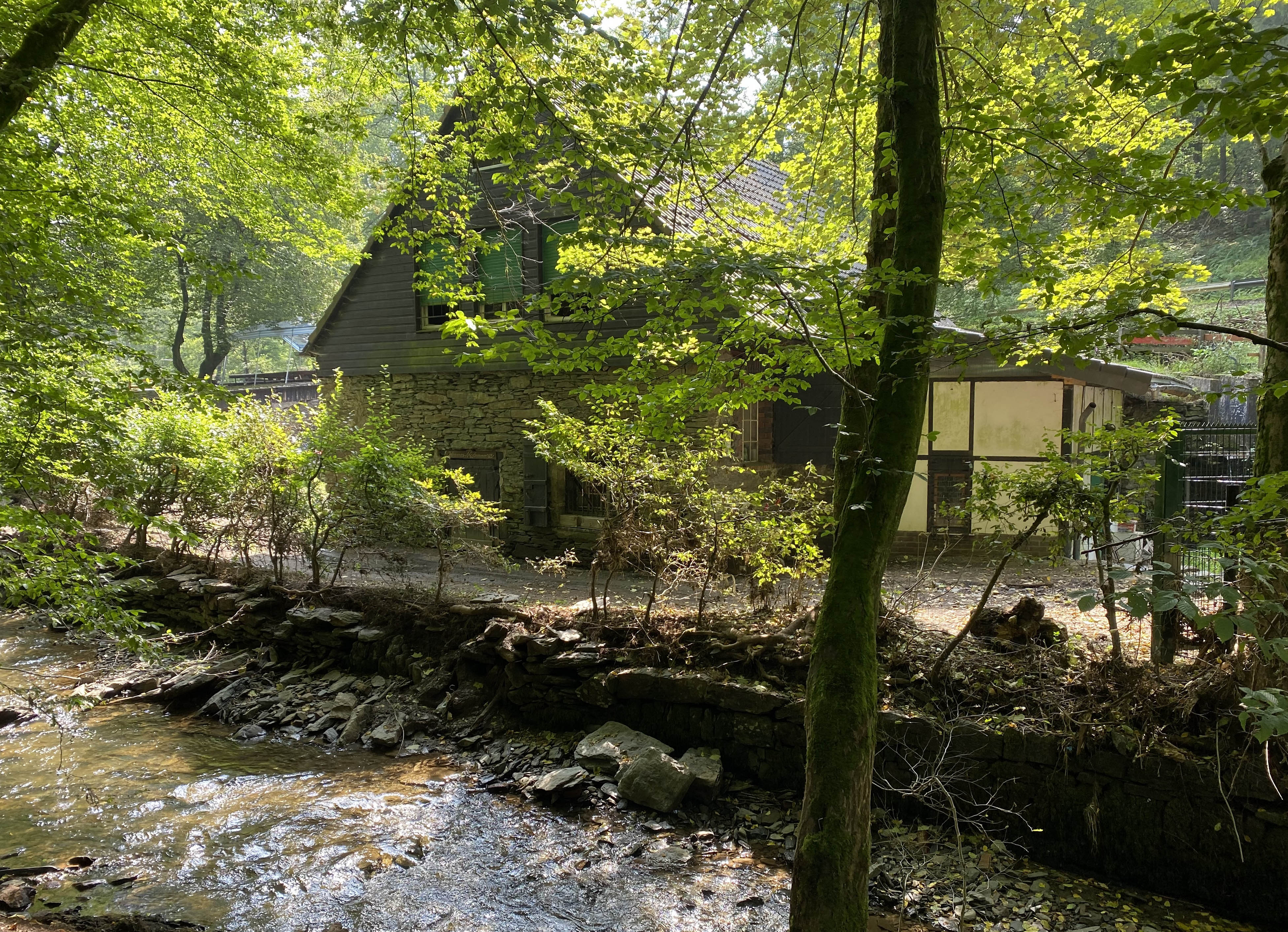
Johanneskotten am Eschbach
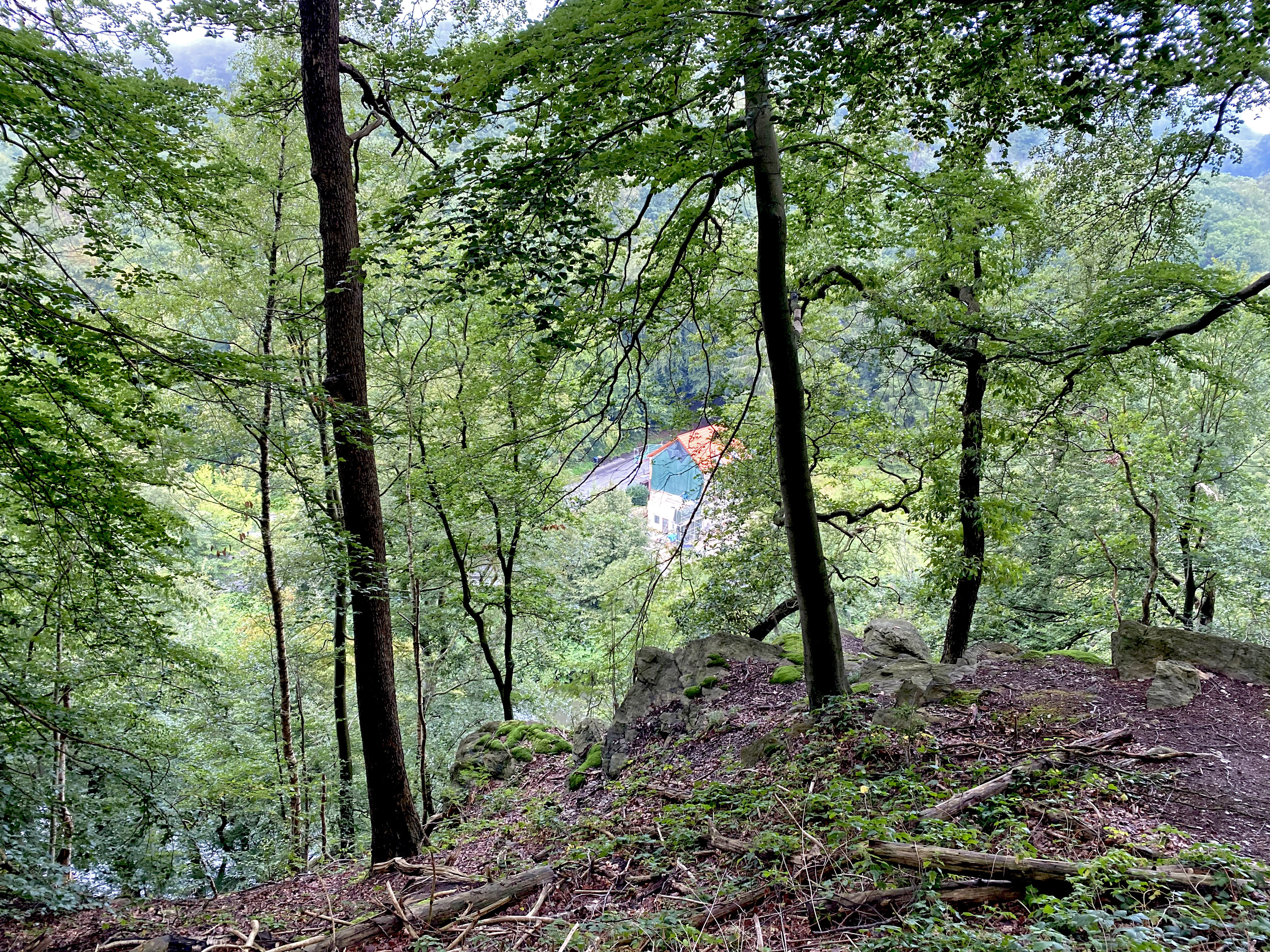
Röntgenweg am Felshang über dem Wupperpark
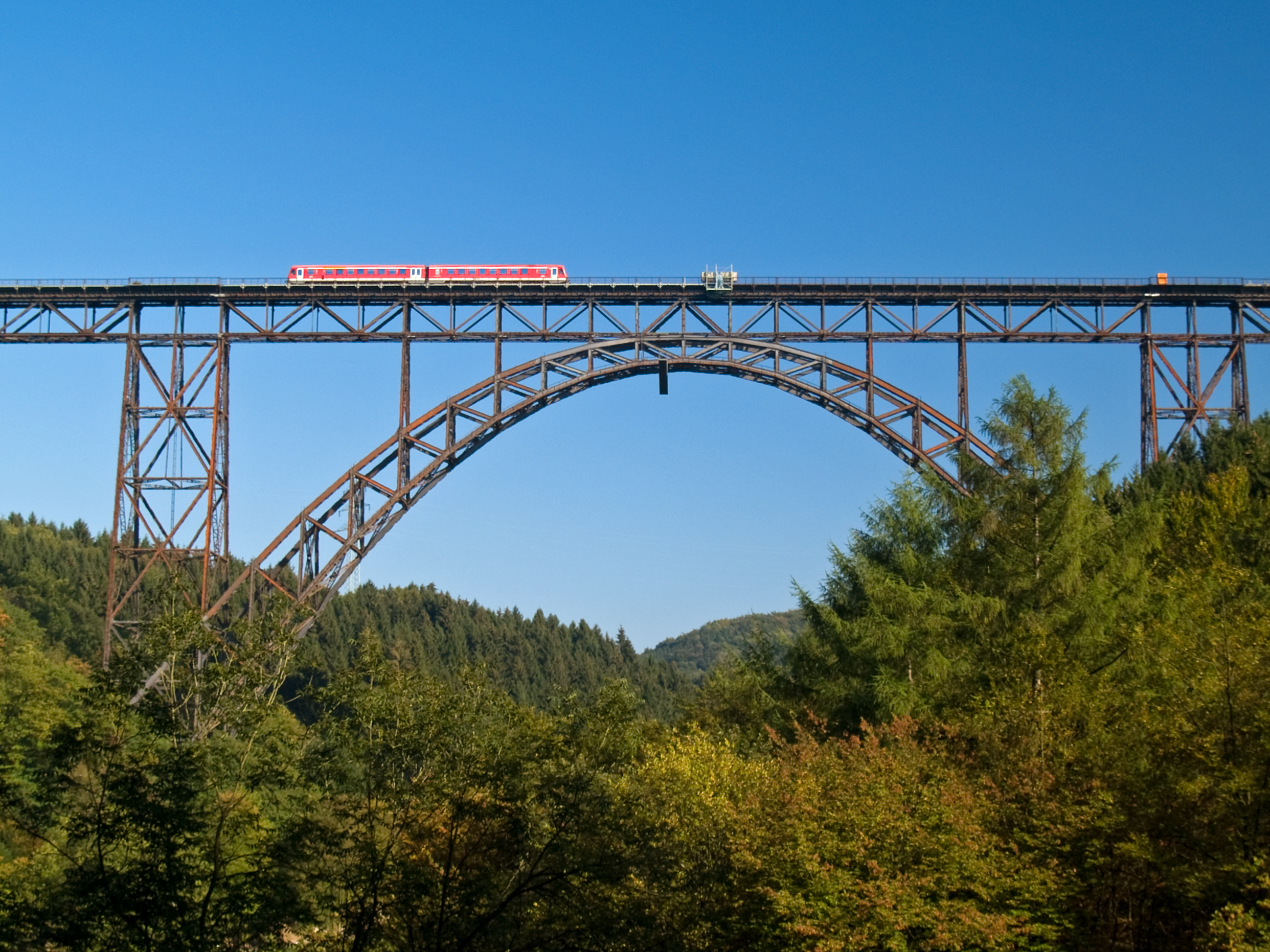
Müngstener Brücke – Brückenpark
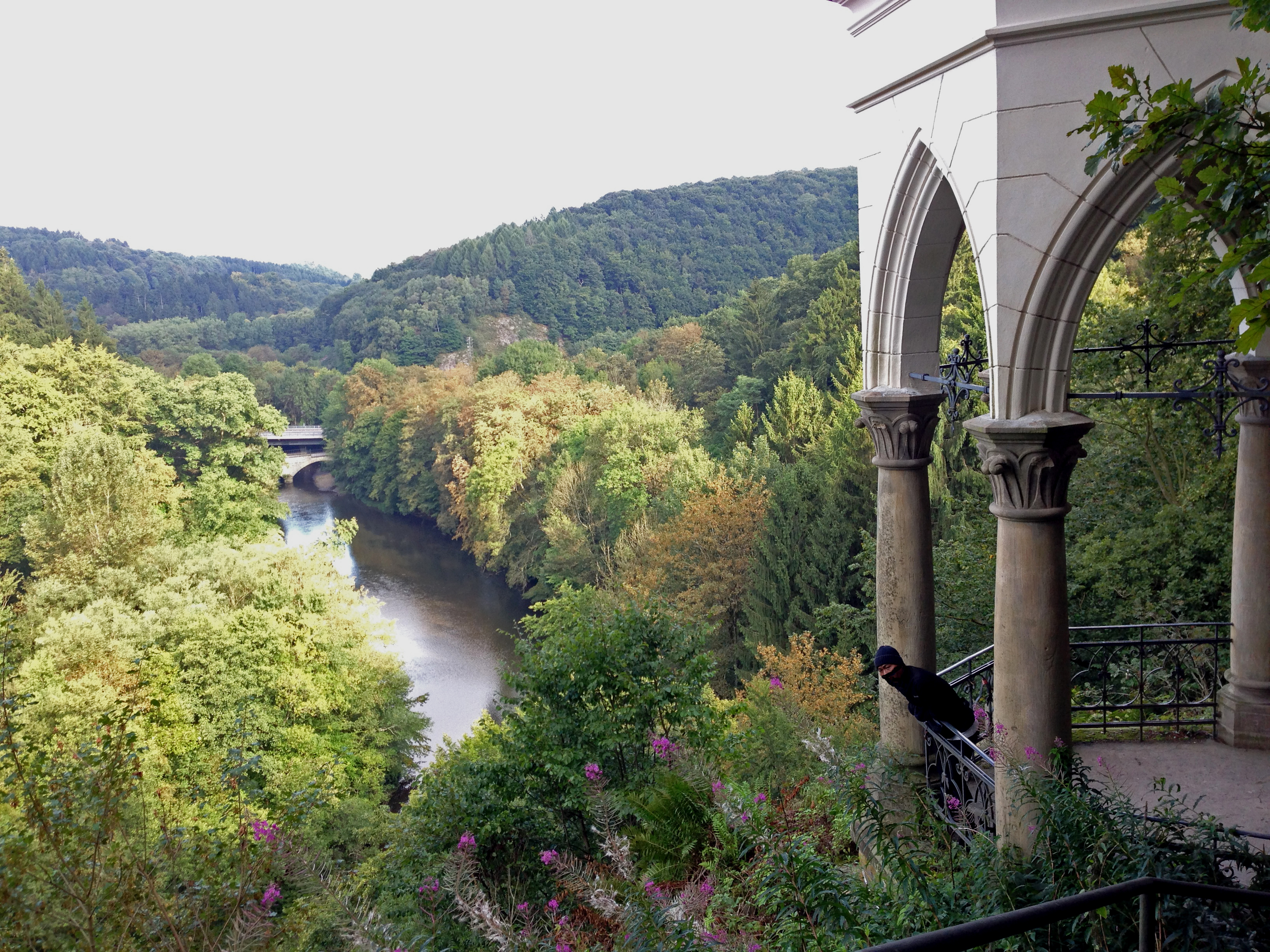
Aussichtspunkt Diederichstempel
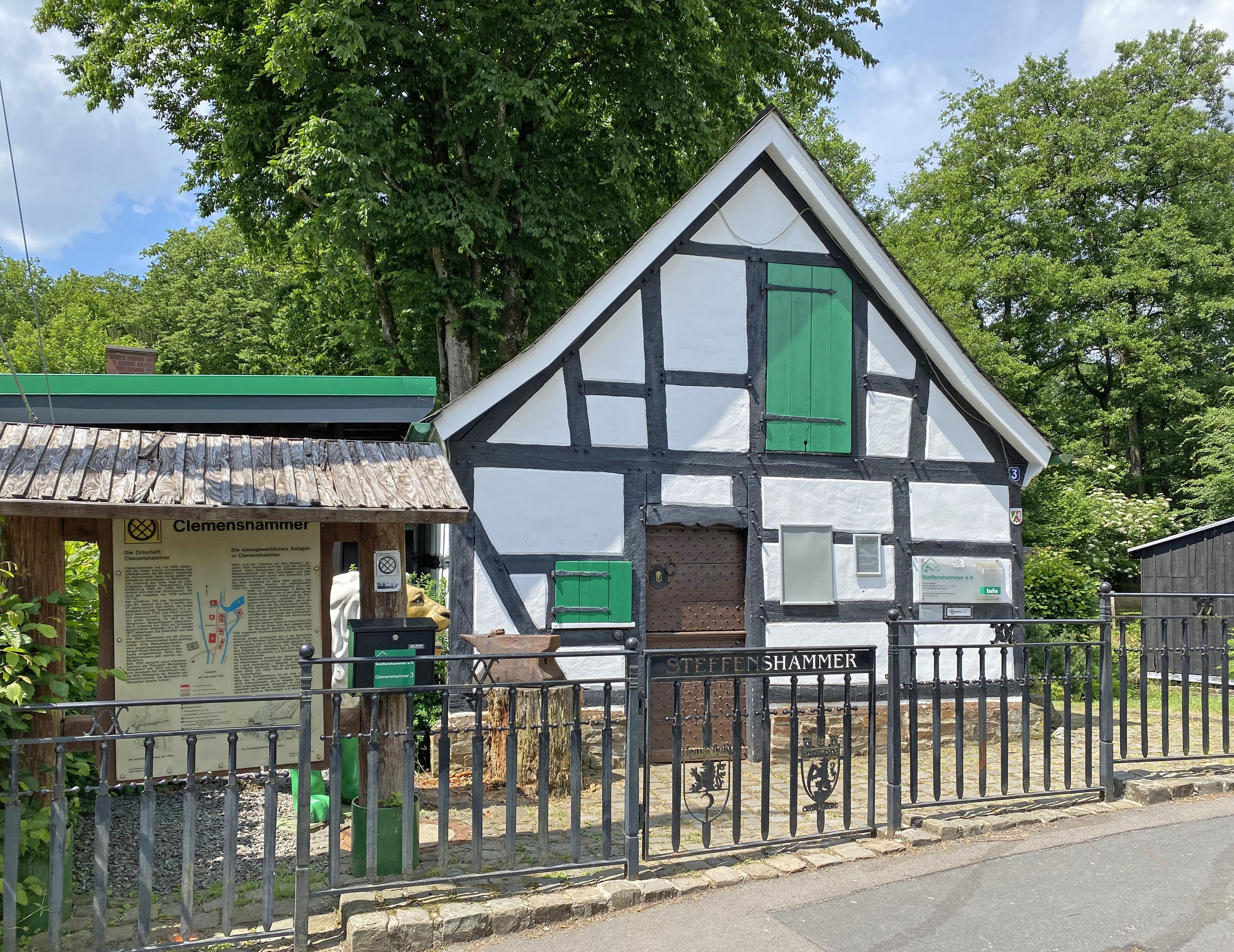
Steffenshammer im historisches Gelpetal
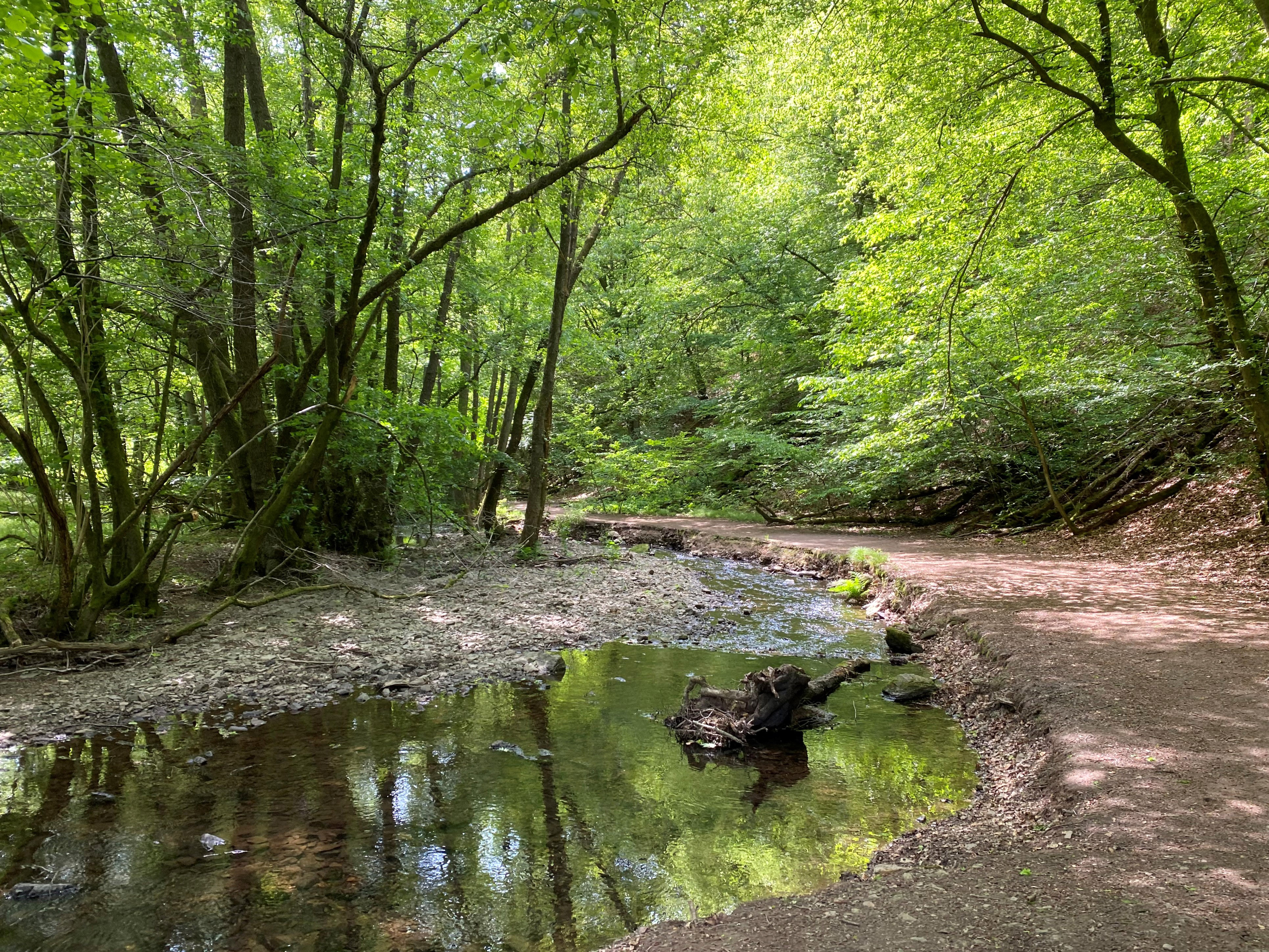
NSG Gelpe-Saalbach
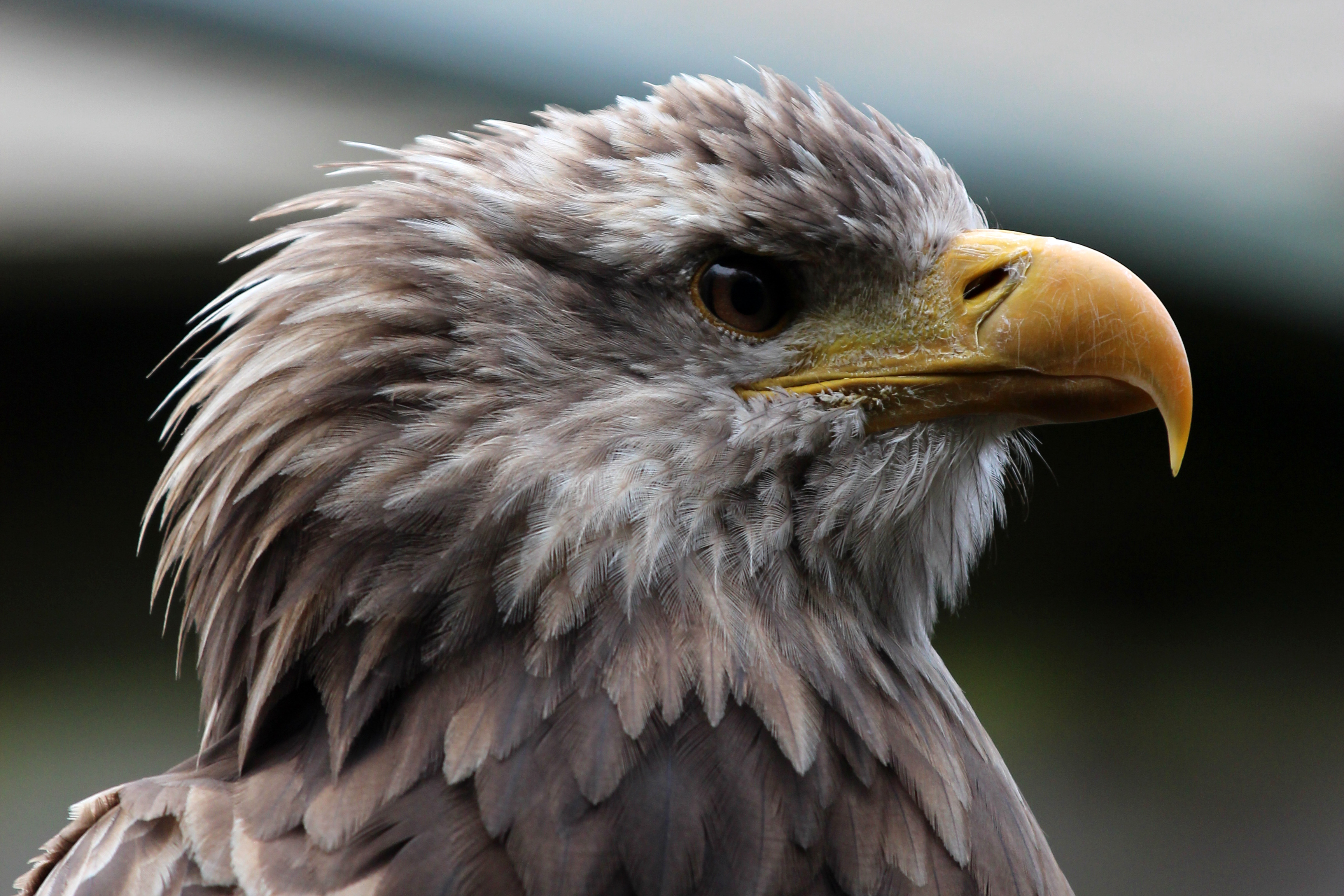
Seeadler der Falknerei Bergisch Land
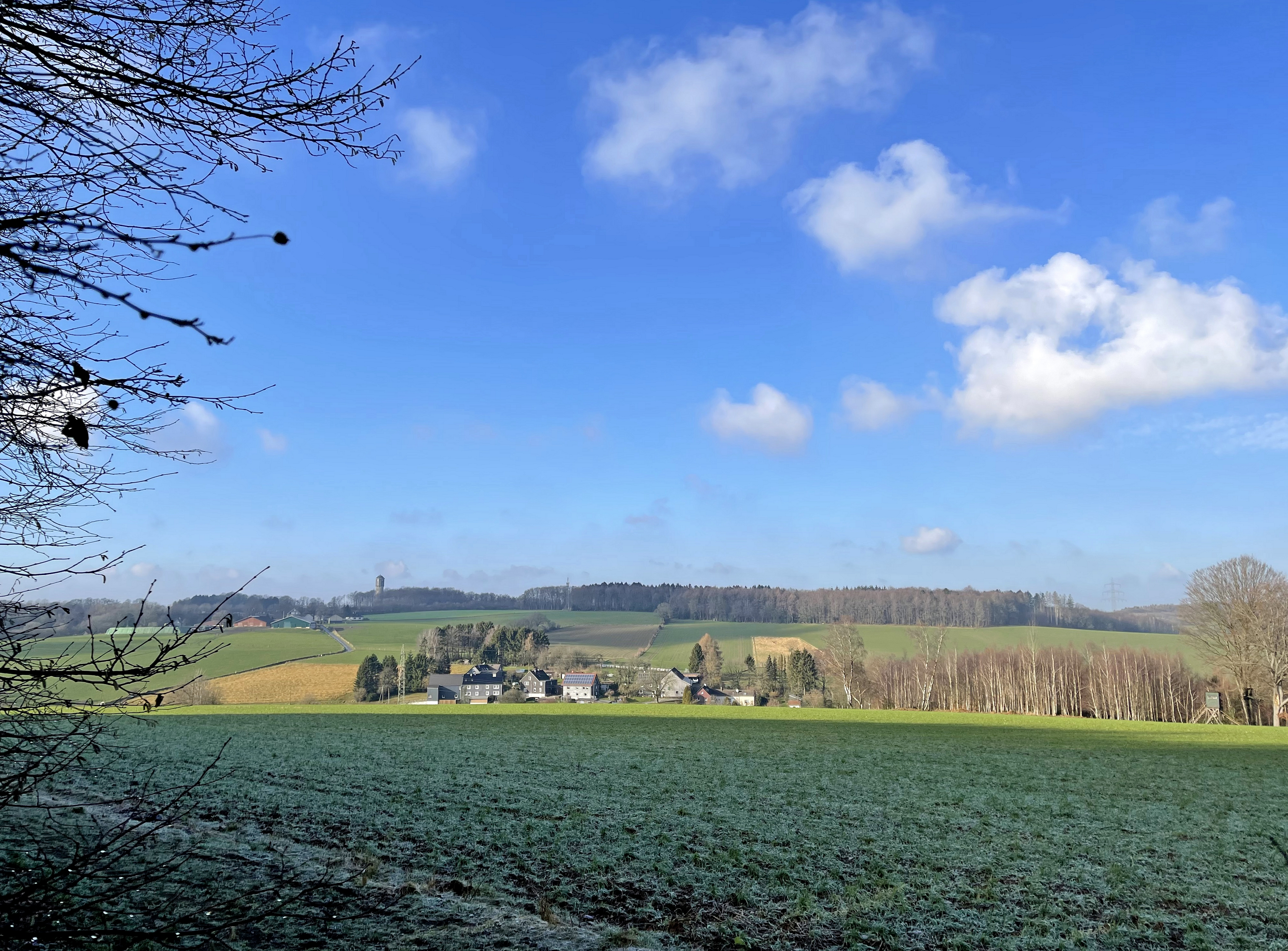
Blick über Untergarschagen nach Lüttringhausen